# Vilamartín de Valdeorras
Vilamartín de Valdeorras és un municipi de la província d'Ourense a Galícia. Pertany a la Comarca de Valdeorras.
| 3.866 | 4.190 | 4.059 | 3.126 | 2.489 | 2.047 | 1.837 |
| Fonts: INE i IGE (Els criteris de registre censal variaren i les dades de l'INE i de l'IGE poden no coincidir.) |       |       |       |       |       |       |

## Subdivisions municipals
| CP    | Parròquia                            | Entitat de població      | Població (2009) |
| ----- | ------------------------------------ | ------------------------ | --------------- |
| 32315 | Arcos (San Lourenzo)                 | Arcos                    | 201             |
| 32315 | Arnado (San Clemente)                | Arnado                   | 51              |
| 32340 | Correxáis (San Pedro)                | Correxáis                | 52              |
| 32340 | Correxáis (San Pedro)                | Penouta                  | 32              |
| 32340 | San Miguel do Outeiro (San Miguel)   | San Miguel do Outeiro    | 54              |
| 32340 | Valencia do Sil (San Bernabé)        | Valencia do Sil          | 99              |
| 32340 | Vilamartín de Valdeorras (San Xurxo) | Vilamartín de Valdeorras | 754             |
| 32348 | Vilamartín de Valdeorras (San Xurxo) | Valdegodos               | 290             |
| 32348 | Cernego (San Víctor)                 | Cernego                  | 35              |
| 32348 | Cernego (San Víctor)                 | Robledo, O               | 19              |
| 32348 | Córgomo (Santa Coloma)               | Córgomo                  | 242             |
| 32348 | Mazo, O (San Antonio)                | Mazo, O                  | 31              |
| 32348 | Portela, A (San Xulián)              | Baxeles                  | 50              |
| 32348 | Portela, A (San Xulián)              | Portela, A               | 127             |
| 32348 | San Vicente de Leira (San Vicente)   | San Vicente de Leira     | 127             |